# Корейская христианская федерация

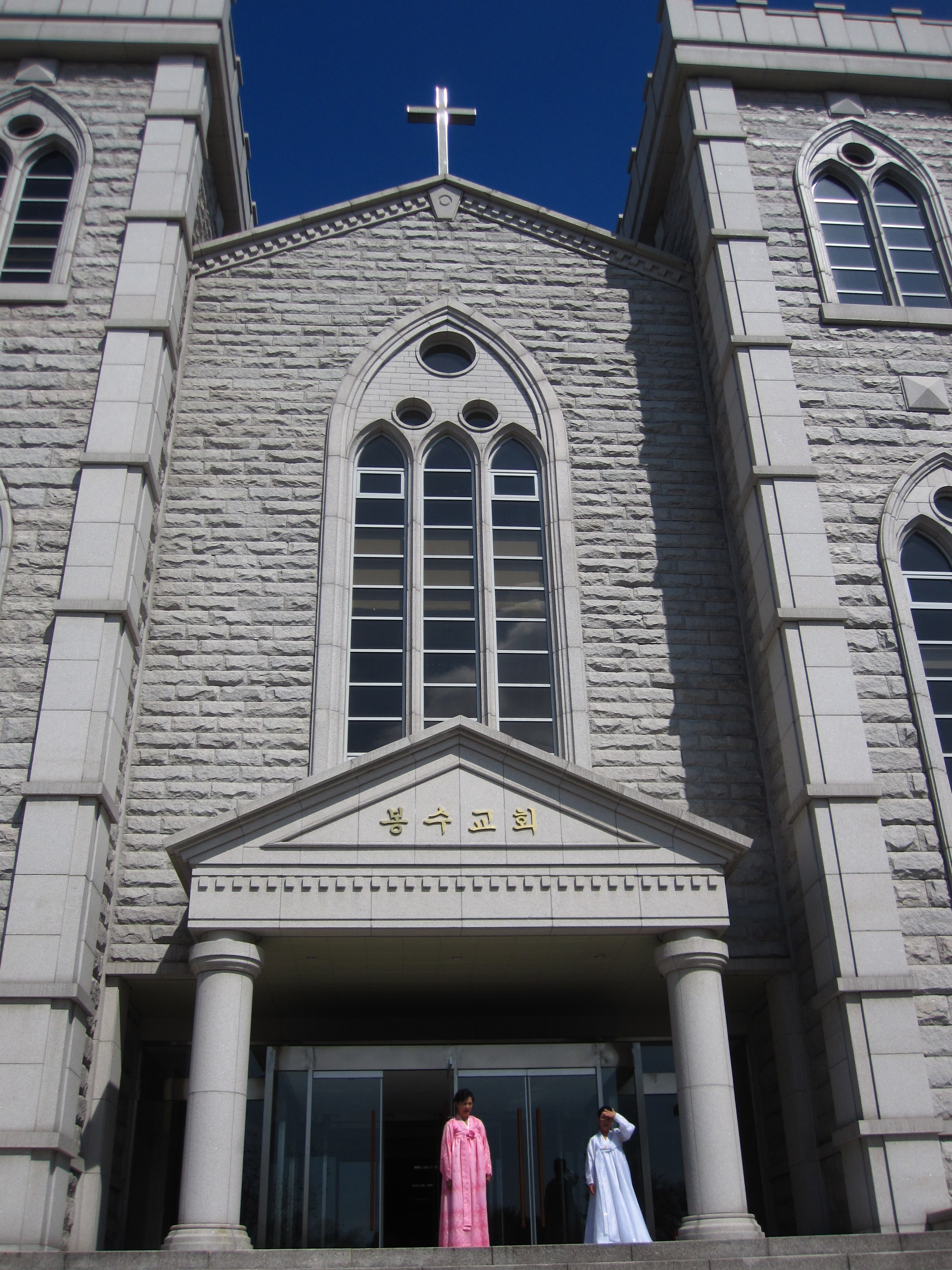
Погсусская христианская церковь в Пхеньяне, входящая в Корейскую христианскую федерацию

Корейская христианская федерация (кор. 조선그리스도교연맹?, 朝鮮그리스도教聯盟?) — межденоминационная протестантская церковь в Корейской Народно-Демократической Республике. Относится к объединённым протестантским церквям. Является единственной легально функционирующей протестантской деноминацией в КНДР; деятельность федерации контролируется государством.
В русскоязычных СМИ название организации иногда переводится как Корейская федерация христиан, Корейская ассоциация христиан и Корейская христианская ассоциация.

## История
К 1945 году на территории нынешней КНДР насчитывалось 3 тыс. протестантских общин, членами которых были 250—300 тыс. человек. В Пхеньяне, который именовали «азиатским Иерусалимом», христиане составляли около трети населения.
Разделение Кореи на Северную и Южную и религиозные преследования, начатые временным правительством, вынудили значительную часть протестантов бежать на юг. Несмотря на это, на территории Северной Кореи оставались десятки тысяч верующих. Учитывая их влияние и желая поставить протестантов под контроль, северокорейские власти разрешили в 1946 году создать объединённый протестантский союз, названный первоначально «Христианской лигой».
Во главе Христианской лиги (позже — Корейской христианской федерации) стал пастор Кан Рян Ук, который являлся дядей Ким Ир Сена по материнской линии и впоследствии был вице-президентом страны. Кан Рян Ук, прозванный «красный пастор Кан», активно агитировал протестантов поддержать северокорейское правительство.

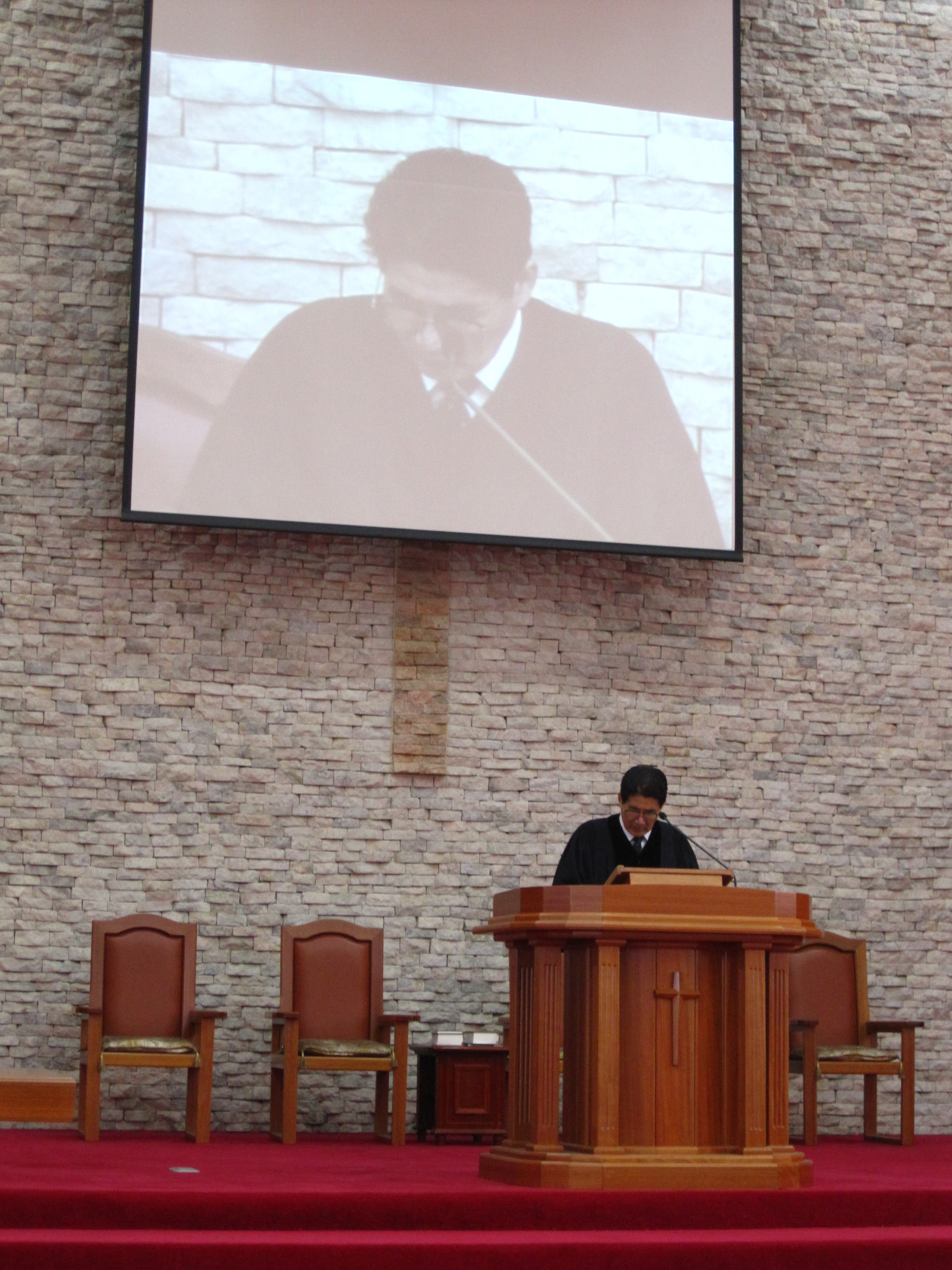
Пастор проповедует в Погсусской церкви

После Корейской войны власти КНДР начали крупную антирелигиозную кампанию, направленную, в первую очередь, против протестантов. К концу 1950-х годов Корейская христианская федерация была распущена и её деятельность прекращена. В 1960-х годах в Северной Корее не существовало ни одной официально действующей религиозной организации, а сама страна позиционировала себя как первое в мире безрелигиозное государство.
В 1974 году власти КНДР возродили Корейскую христианскую федерацию. Первое время деятельность федерации сводилась к встречам с зарубежными делегациями и подписанию обращений, осуждавших политику США и Южной Кореи. В 1983 году Федерация издаёт ограниченным тиражом Библии на корейском языке и сборник церковных гимнов. В 1985 году Северную Корею посетили сотрудники Национального совета церквей США; по их приглашению в 1986 году представители Корейской христианской федерации прибыли на христианский семинар, организованный Всемирным советом церквей в Глионе, Швейцария. В 1988 году в Пхеньяне была открыта первая протестантская церковь — Погсусская христианская церковь. В 1992 году в столице появился ещё один протестантский приход — Чхильгорская церковь, посвящённая памяти матери Ким Ир Сена, которая была диакониссой пресвитерианской церкви. Первоначально богослужения в церквах носили спорадический характер, однако приблизительно с 1995 года воскресные служения стали регулярными.

## Современное положение
В середине 1990-х годов Корейская христианская федерация сообщала о 10 тыс. протестантов в стране. В своём докладе Комитету по правам человека ООН в июле 2002 года правительство КНДР сообщило о существовании в стране 12 тыс. протестантов. Согласно данному докладу, Корейской христианской федерации принадлежат 2 протестантских храма, а также 500 домашних центров поклонения. Другие официальные источники сообщают о 25 протестантских священнослужителях. Также в Пхеньяне действует протестантская семинария, которой разрешено набирать от 6 до 9 студентов раз в три года. Председателем Корейской христианской федерации является преп. Кан Ён Соп.

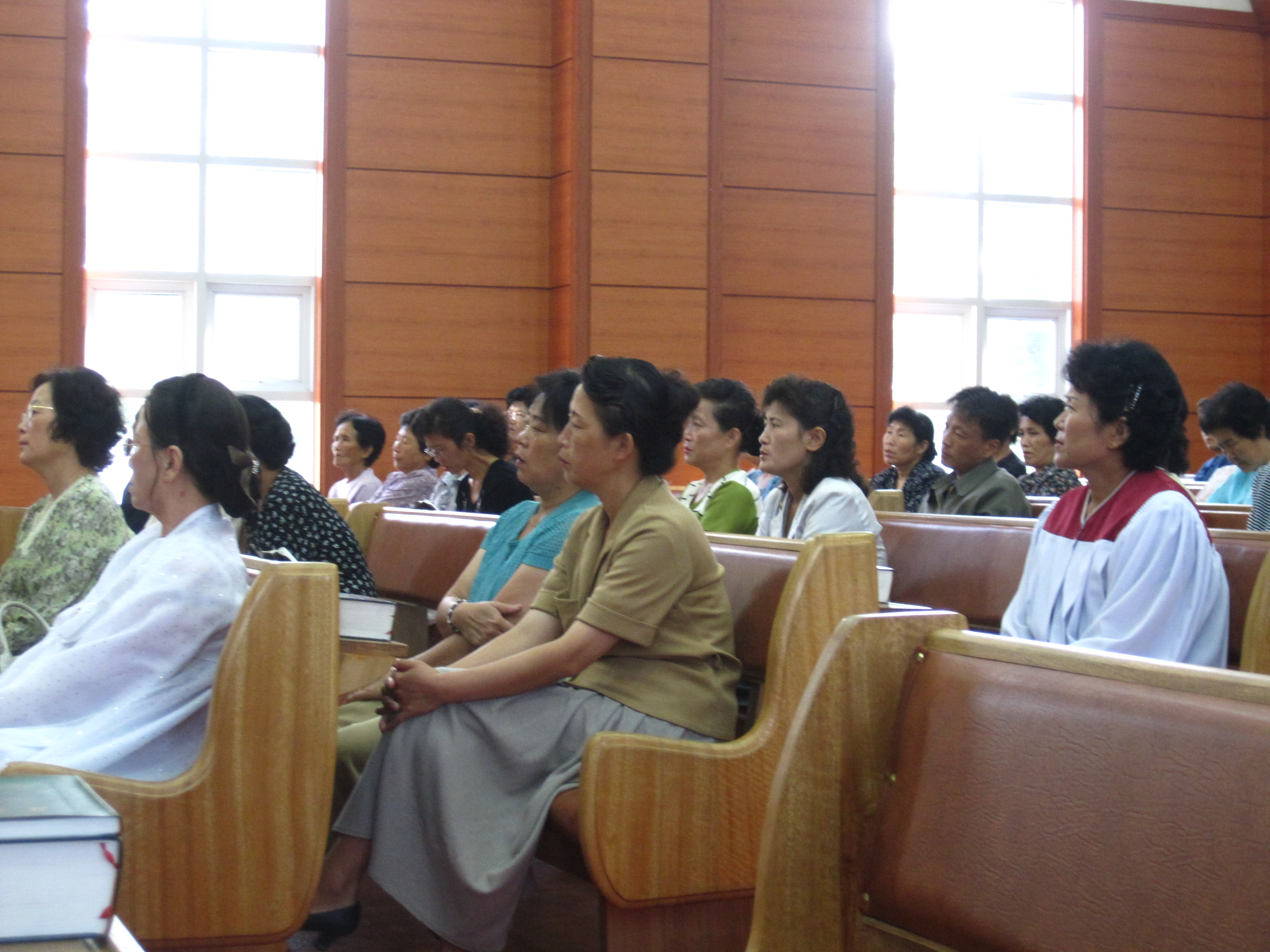
Прихожане на богослужении в Погсусской церкви

По широко распространённому мнению, деятельность Корейской христианской федерации служит пропагандистским целям и жёстко контролируется спецслужбами. Также существует мнение, что богослужения в обоих официальных протестантских приходах являются постановочными спектаклями, задача которых — демонстрировать свободу вероисповедания в стране. Некоторые иностранцы, побывавшие на подобных богослужениях, отмечали слабое знакомство прихожан с христианскими доктринами, политическое содержание проповедей и отсутствие на богослужениях детей. Однако другим иностранцам поклонение северокорейских христиан показалось искренним, хотя они и высказывали сомнение в подлинности духовенства. По словам перебежчиков из Северной Кореи, простые граждане страны не могут попасть на богослужение в данные храмы.
Посещение протестантских храмов часто входит в программу визита иностранных делегаций. В 1992 и 1994 годах в Погсусской церкви проповедовал известный американский проповедник Билли Грэм; в 2008 году ту же церковь посетил его сын Франклин Грэм.

## Подпольные протестантские церкви
На протяжении всей истории КНДР в западной прессе циркулировали слухи о существовании в Северной Корее подпольных протестантских церквей, не связанных с Корейской христианской федерацией и не подконтрольных северокорейским спецслужбам. По некоторым данным, в 1970 году в стране насчитывалось 8 тыс. прихожан независимых протестантских общин.
В 1990-х годах, во время голода, Северная Корея ослабила пограничный контроль, что позволило тысячам северокорейских граждан перебираться на заработки в Китай. Здесь многие из них получили гуманитарную помощь и приют в многочисленных христианских миссиях; некоторые позже были обращены в христианство и прошли ускоренные миссионерские курсы. В это же время протестантским организациям удалось переправить в Северную Корею Библии и другую христианскую литературу. Эти факторы вызвали значительный рост подпольных христианских церквей. Издание «Операция Мир» насчитало в 2000 году в Северной Корее 350 тыс. прихожан нелегальных протестантских общин. По данным Исследовательского центра Пью, число протестантов в КНДР в 2010 году достигло 440 тысяч. Большинство из них в вероучении и богослужебной практике являются пятидесятниками.